# 毛受勝照
毛受 勝照（めんじゅ/めんじゅう かつてる）は、戦国時代から安土桃山時代にかけての武将。柴田勝家の家臣。
諱は初名を照景、後に家照、勝照と改めた。異説として吉親とするものもある。通称は初めは庄助、荘介（荘助）で、後に勝介（勝助）となった。

## 略歴
尾張国春日井郡稲葉村（現在の愛知県尾張旭市稲葉町）の人。新居城主水野良春の4世孫の毛受照昌の子で、父が稲葉村に移住して開墾し、姓を「毛受」と改めたのが始まりと云う。
毛受氏の出自については諸説あり、『稿本 毛受勝照』では、現在の一宮市大和町毛受が発祥である説、和泉国の百舌鳥氏が訛って毛受となった説、水野氏とは無縁である説等が考察されている。
12歳の頃より織田氏の家臣・柴田勝家に小姓として仕え、後に小姓頭に取り立てられ、1万石を与えられるまでになった。
17歳の時、天正2年（1574年）の伊勢長島攻めに従軍した。激戦の中、勝家軍の馬印（騎標）が一揆勢に奪われる事態が起きたことがあった。勝家はこれを武門の恥として憤激し、敵中に入って討死しようとしたが、荘介はこれを諌止して、自分で敵陣に突入して見事に馬印を奪還。これを勝家に送り、再び敵中に突入した。勝家は大いに喜び、精兵を派して家照を救った。
勝家は荘介に偏諱を与え、自身の名前の一字「勝」の字を与えて、字を勝介に、あるいは諱を勝照と名乗るように申し渡した。または「勝」と「家」の字の両方を与え、勝介家照を名乗らせたとも伝わる。
天正11年（1583年）、賤ヶ岳の戦いにおいて柴田軍は羽柴秀吉に敗れて、勝家は斬り込み討死を覚悟したが、勝介はこれを諫めて、退却して籠城するように進言した。自らが代って戦うとして兵200を率いて出陣。秀吉軍が包囲すると、勝家の馬印「金の御幣」を掲げて大軍を惹きつけた。この時、兄・茂左衛門は兄弟で討死しようと言ったが、勝介は生き延びて母を扶養することを頼む。しかし義を好む母に対してそれは却って不孝であると言って、茂左衛門は拒否して、二人で進んだ。勝介は「我は柴田修理亮勝家なり」と言い放ち、身代わりになって果敢に応戦。勝家の脱出の時間を稼いで、討死した。享年25。
秀吉はこの忠義を激賞して、北ノ庄城の落城後、毛受兄弟の首を母に返した。なお毛受の子孫は尾張徳川家に仕え、明治初期に再び名字を水野に戻したと云う。